# Hrušky (Vyškov)
Hrušky (in tedesco Birnbaum) è un comune della Repubblica Ceca facente parte del distretto di Vyškov, in Moravia Meridionale.